# Pharsalia philippinensis
Pharsalia philippinensis är en skalbaggsart som beskrevs av Stefan von Breuning 1936. Pharsalia philippinensis ingår i släktet Pharsalia och familjen långhorningar.
Artens utbredningsområde är Filippinerna. Inga underarter finns listade i Catalogue of Life.